# تپه خوشگوار
تپه خوشگوار مربوط به دوره اشکانیان است و در شهرستان ایرانشهر، بخش بمپور، دهستان بمپور شرقی، در مجاورت روستای چکراباد واقع شده و این اثر در تاریخ ۳۰ بهمن ۱۳۸۶ با شمارهٔ ثبت ۲۱۱۶۳ به‌عنوان یکی از آثار ملی ایران به ثبت رسیده است.